# 博雷戈泉 (加利福尼亞州)
博雷戈泉（英語：Borrego Springs）是位於美國加利福尼亞州聖地牙哥縣的一個人口普查指定地區。

## 地理
博雷戈泉的座標為33°14′50″N 116°22′19″W / 33.24722°N 116.37194°W，而該地最高點為海拔高度182米（即597英尺）。

## 人口
根據2010年美國人口普查的數據，博雷戈泉的面積為112.43平方千米，當中陸地面積為111.56平方千米，而水域面積為0.87平方千米。當地共有人口3429人，而人口密度為每平方千米30人。